# Dealul Mitropoliei

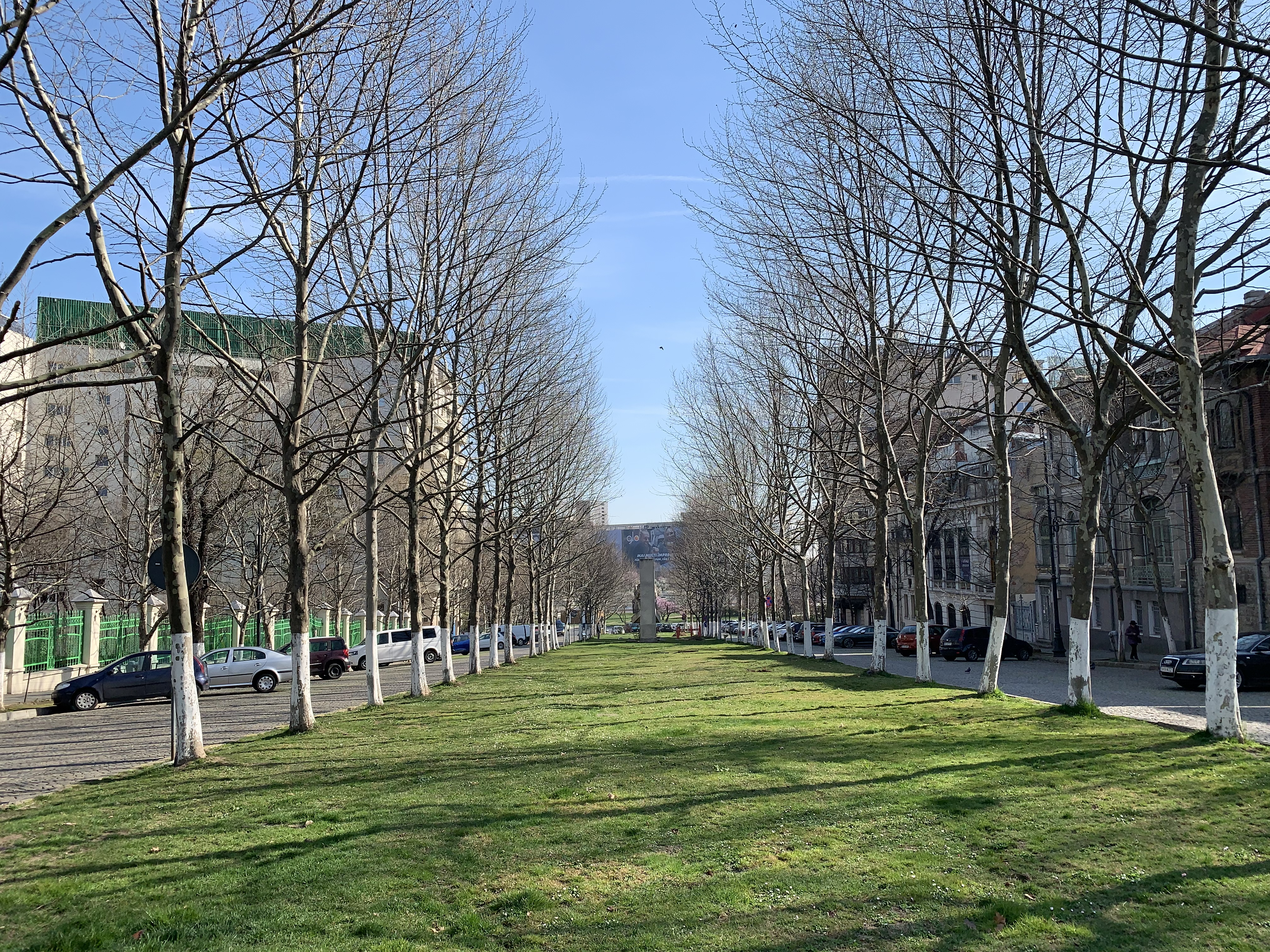
Parcul pietonal al Dealului Mitropoliei, fotografiat aici privind în jos de la Statuia lui Alexandru Ioan Cuza de lângă vârf

Dealul Mitropoliei, Dealul Patriarhiei sau Colina Bucuriei este o colină din București, un punct istoric, cultural, arhitectonic, confesional, turistic important pe harta capitalei Românei. Din punct de vedere confesional, Dealul Mitropoliei este un reper pentru ortodoxismul din România, aici fiind în prezent sediul Patriarhiei Române și reședința Patriarhului.
O serie de evenimente din istoria Românei sunt strâns legate de acest loc deoarece până în anul 1997, în Palatul Camerei Deputaților din complexul Patriarhiei - astăzi Palatul Patriarhiei, a fost sediul Camerei Deputaților, respectiv sediul Adunării Deputaților. Tot aici, în clădirea în care se întrunea Divanul Domnesc, Alexandru Ioan Cuza a fost ales domn al Moldovei și al Țării Românești. 

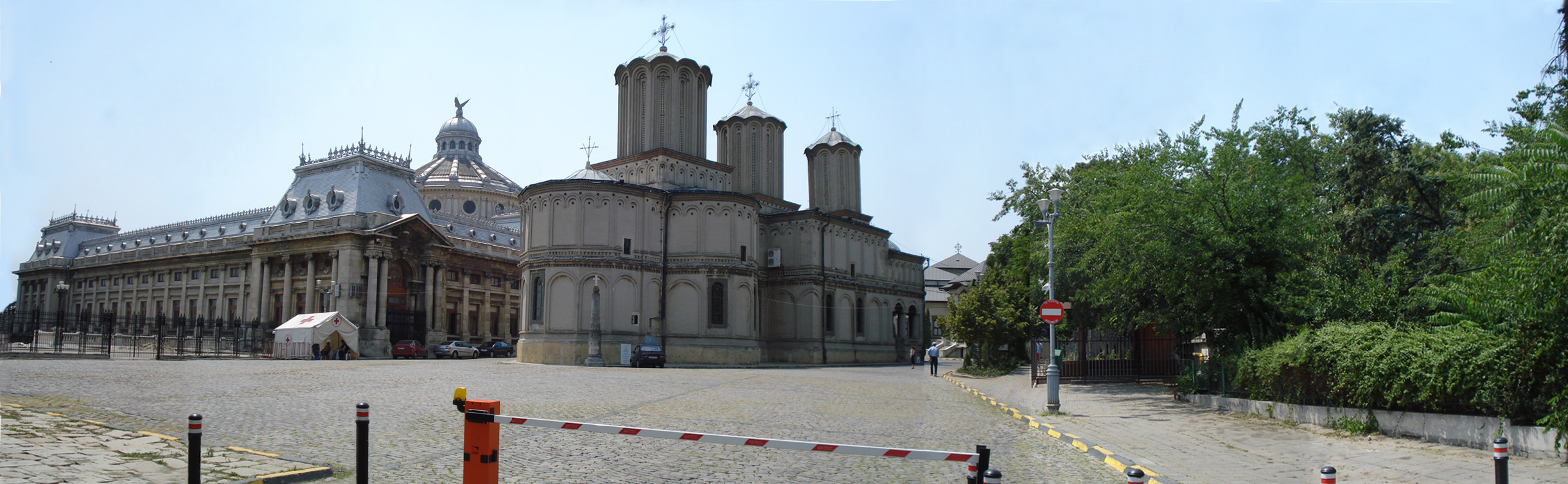
Dealul Mitropoliei - de la stânga la dreapta Palatul Camerei Deputaților, Biserica Patriarhiei, Palatul Patriarhiei (în plan îndepărtat în spatele bisericii)

## Istoric

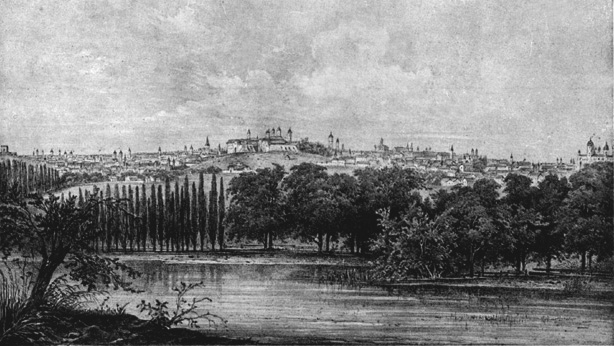
Bucureștiul la începutul secolului al XIX-lea, în centrul desenului este reprezentat Dealul Mitropoliei, la stânga Curtea Arsă, la dreapta Mănăstirea Radu Vodă (desen R. Bielitz)

În 1650 dealul era acoperit de viță de vie aflată în proprietatea voievozilor țării. Complexul mănăstiresc era încojurat cu ziduri, precum o cetate, începând cu 1698 accesul în curtea mănăstirii se făcea prin clopotnița construită de Constantin Brâncoveanu. În interiorul curții existau 3 cruci de piatră: una sculptată în amintirea Mitropolitului Teodosie, alta în cinstea generalului Miloradovici, iar alta care amintește de răscoala semenilor din 1652, în timpul lui Constantin Șerban, împotriva boierilor. Semenii era un regiment format din 2000 de soldați străini doar pentru a lupta în războaie, întemeiat de Matei Basarab. În timpul acestei răscoale a fost omorât Papa Brâncoveanu, tatăl lui Constantin Brâncoveanu. Bunicul lui Constantin Brâncoveanu, Preda, asasinat mai târziu de Radu Mihnea, ridică pe locul în care a fost asasinat fiul său Papa Brâncoveanu o cruce de lemn în memoria acestuia. Mai târziu, unul din fiii lui Constantin Brâncoveanu, Constantin Beizadea, a înlocuit crucea cu una de piatră care, conform înscripției de pe ea, a fost construită în 20 iulie 1713. Crucea a dispărut în anii '80. De ea mai amintește o cruce așezată în acest loc în anii '90.
În 1859 alegerea lui Alexandru Ioan Cuza ca domn al Moldovei și Țării Românești, a fost primită cu bucurie de locuitorii celor două provincii. Cu toate acestea în Țara Românească exista o mișcare conservatoare care se opunea victoriei alesului partidei naționale. Deoarece partea conservatoarea avea o majoritate în Adunarea electivă, mișcarea unionistă a hotărât adunarea unei mulțimi la ședințele din 22-24 ianuarie 1859. Cei peste 30 000 de oameni strânși pe Dealul Mitropoliei erau locuitori ai Bucureștiului și ai împrejurimilor, veniți pentru a-l susține pe Alexandru Ioan Cuza și pentru a ține sub presiune ședințele forului legislativ.  Încercând să elibereze adunarea electivă de presiunea maselor, caimacamia Țării Românești a dispus mutarea a două batalioane de soldați în mijlocul mulțimii de pe Dealul Mitropoliei și folosirea forței pentru a-i dispersa pe aceștia. Datorită presiunii maselor și din dorința de a evita o baie de sânge, generalul Vlădoianu se vede nevoit să ceară trupelor să se retragă în cazărmi. În seara de 23 ianuarie forțele conservatoare observând că nu se poate conta pe oștire își schimbă poziția inițială, astfel încât în 24 ianuarie Adunarea electivă din București votează în unanimitate propunerea lui Vasile Boerescu, Alexandru Ioan Cuza domn al Țării Româneși și al Moldovei.

## Obiective
Având ca reper biserica patriarhiei, aflată în centrul pieței de pe Dealul Patriarhiei, celelalte construcții sunt amplasate astfel: la Vest vechile chilii, transformate ulterior în birourile Patriarhiei, la sud-est Palatul Patriarhal, la est Paraclisul și Camera Deputaților, iar la nord Clopotnița. Ansamblul este clasat ca monument istoric, cod LMI B-II-a-A-18571.

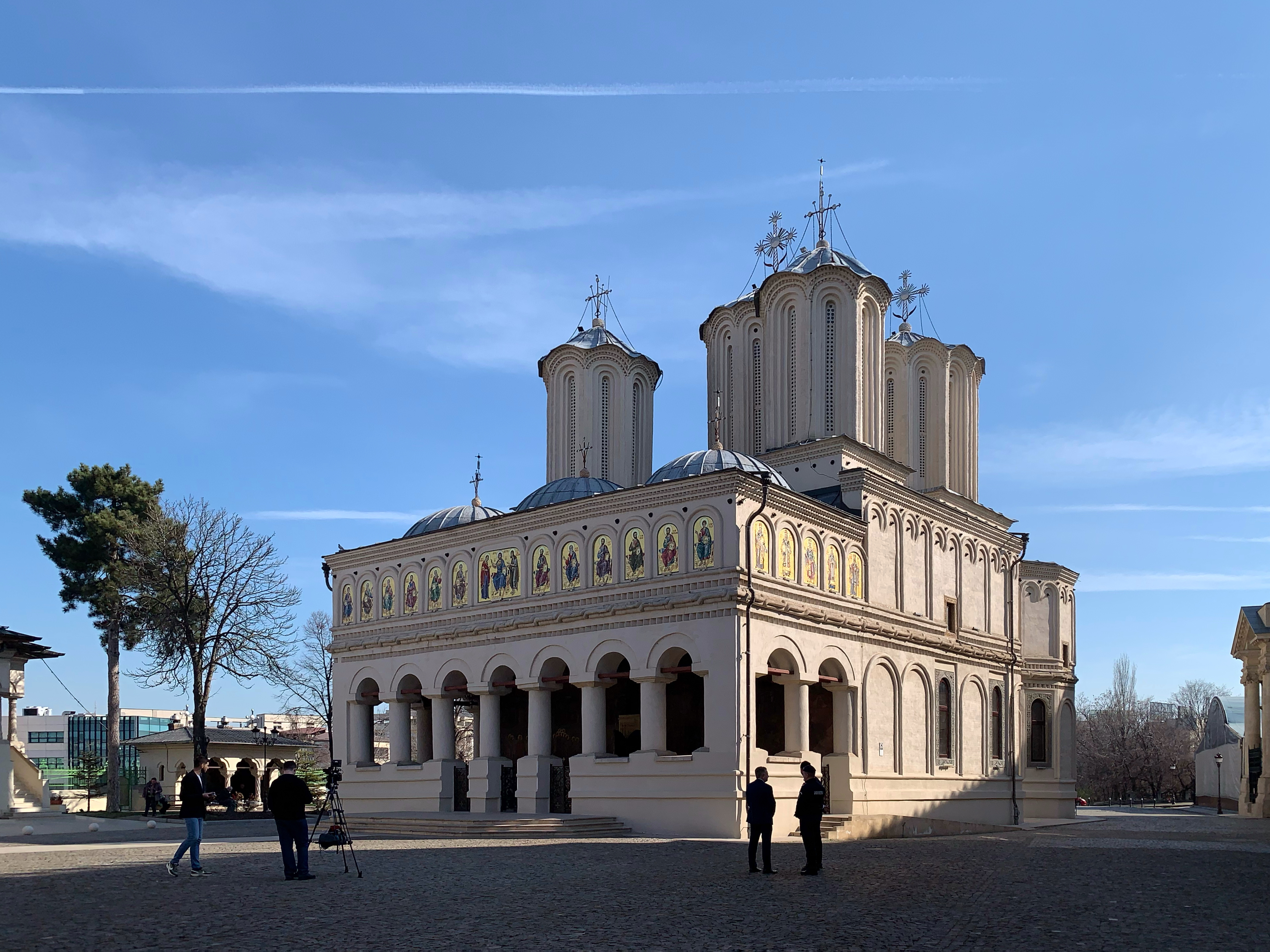
Biserica Patriarhiei

### Biserica Patriarhiei
Biserica, purtând hramul Sfinții Împărați Constantin și Elena, a fost construită între anii 1654-1658 de Constantin Șerban Basarab și soția acestuia Bălașa, și sfințită în timpul domniei lui Mihnea al III-lea în 1658. În anul 1668 sediul Mitropoliei Ungrovlahiei a fost mutat de la Târgoviște la București, iar lăcașul a devenit catedrală mitropolitană. Din anul 1925 lăcașul a fost catedrală patriarhală.
Numele meșterului care s-a ocupat de construcția acestuia este necunoscut, în schimb sunt cunoscuți dregătorii care au supravegheat construcția edificiului, logăfătul Radu Dudescu și Gheorghe Sufariu.
Ca aspect general biserica este o copie a bisericii Mănăstirii Curtea de Argeș, turlele fiind asemănătoare cu biserica lui Neagoe Basarab. Biserica a fost restaurată de mai multe ori, în 1792-1799, 1834-1839, 1850, 1886, 1932-1935, motiv pentru care în prezent construcția nu mai păstrează forma originală, de-a lungul timpului aducându-i-se diverse completări și ajustări.
Biserica adăpostește moaștele Sfântului Dimitrie Basarabov (Dimitrie cel Nou), așezate într-o raclă de argint, aduse din Bulgaria la 13 iulie 1774.

### Paraclisul Palatului Patriarhal
Paraclisul bisericii este piesa cea mai valoroasă din tot ansamblul mănăstiresc de pe Dealul Mitropoliei.
Clădit în secolul al XVII-lea împreună cu palatul, paraclisul este refăcut 1723.
Amintirea acestui moment se regăsește pe inscripția grecească din interiorul edificiului, pictată deasupra ușii. Inscripția este în versuri și reprezintă opera poetului Dimitrie Notara. Inscripția prezintă un aspect inexact și anume Nicolae Mavrocordat și mitropolitul Daniil Topoloveanu (1719-1731) sunt prezentați ca fiind ctitrii lăcașului de cult, ei de fapt fiind restauratorii acestuia. 

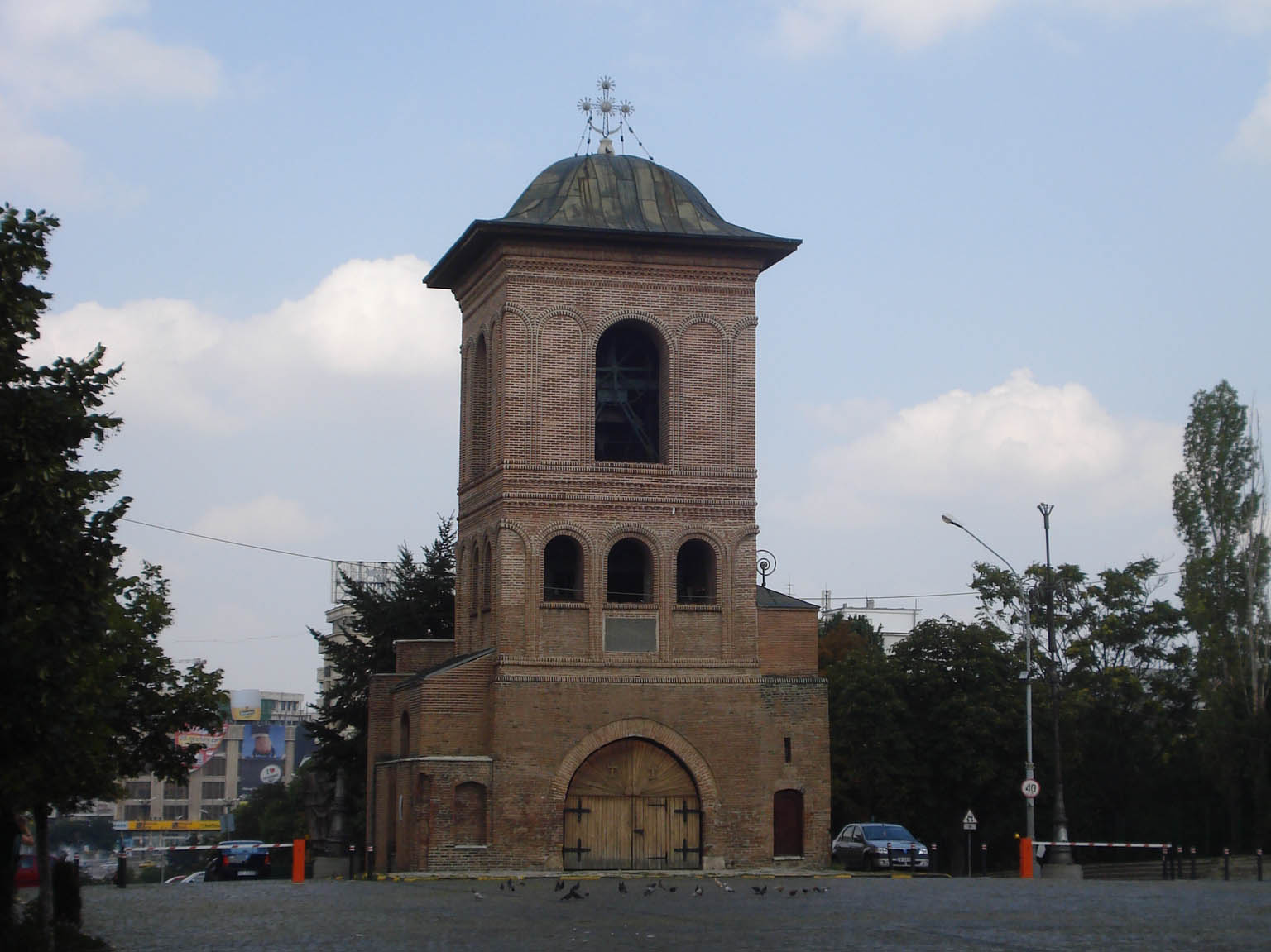
Clopotnița

### Clopotnița din Dealul Patriarhiei
La momentul zidirii clopotniței complexul mănăstiresc era înconjurat de ziduri, construcțiile mănăstirești fiind amplasate în interiorul curții delimitate de aceste ziduri. În anul 1698 Constantin Brâncoveanu dispune construirea unei porți de intrare în interiorul mănăstirii conform tradiției, adică sub forma unei clopotnițe. 
Clopotnița a fost restaurată între anii 1956-1958.
Sub această clopotniță este împușcat în 8 iunie 1862 ora 17, Barbu Catargiu, venit în Dealul Mitropoliei pentru a ține un discurs în ședința Adunării Deputaților desfășurată în incinta Camerei Deputaților din complexul de pe Dealul Mitropoliei.

### Palatul Patriarhal
Clădirea care astăzi reprezintă Palatul Patriarhal a fost construită pe timpul lui Constantin Șerban Cârnul cu scopul de a fi locuință pentru starețul mănăstirii. După 1668, când Radu Leon numește mănăstirea ca noul sediu al mitropoliei țării, vechiul palat este refăcut și i se aduc diverse adăugiri, de-a lungul timpului, palatului îi sunt construite corpuri noi. Între 1932-1935 arhitectul Gheorghe Simotta adaugă un corp palatului, astăzi corpul principal al palatului, format din sala mare a Tronului, cancelariile Patriarhiei, apartamentul Patriarhului și alte câteva încăperi.
Pereții palatului prezintă o serie de picturi în care sunt reprezentate câteva momente ale istoriei mănăstirii, dar și episoade din istoria României. Camerele sunt înfrumusețate cu tablouri și sculpturi înfățișindu-i pe câțiva din capii Patriarhiei Române. În interiorul palatului sunt expuse în vitrine veșminte scumpe și obiecte bisericești folosite în efectuarea servciului religios.

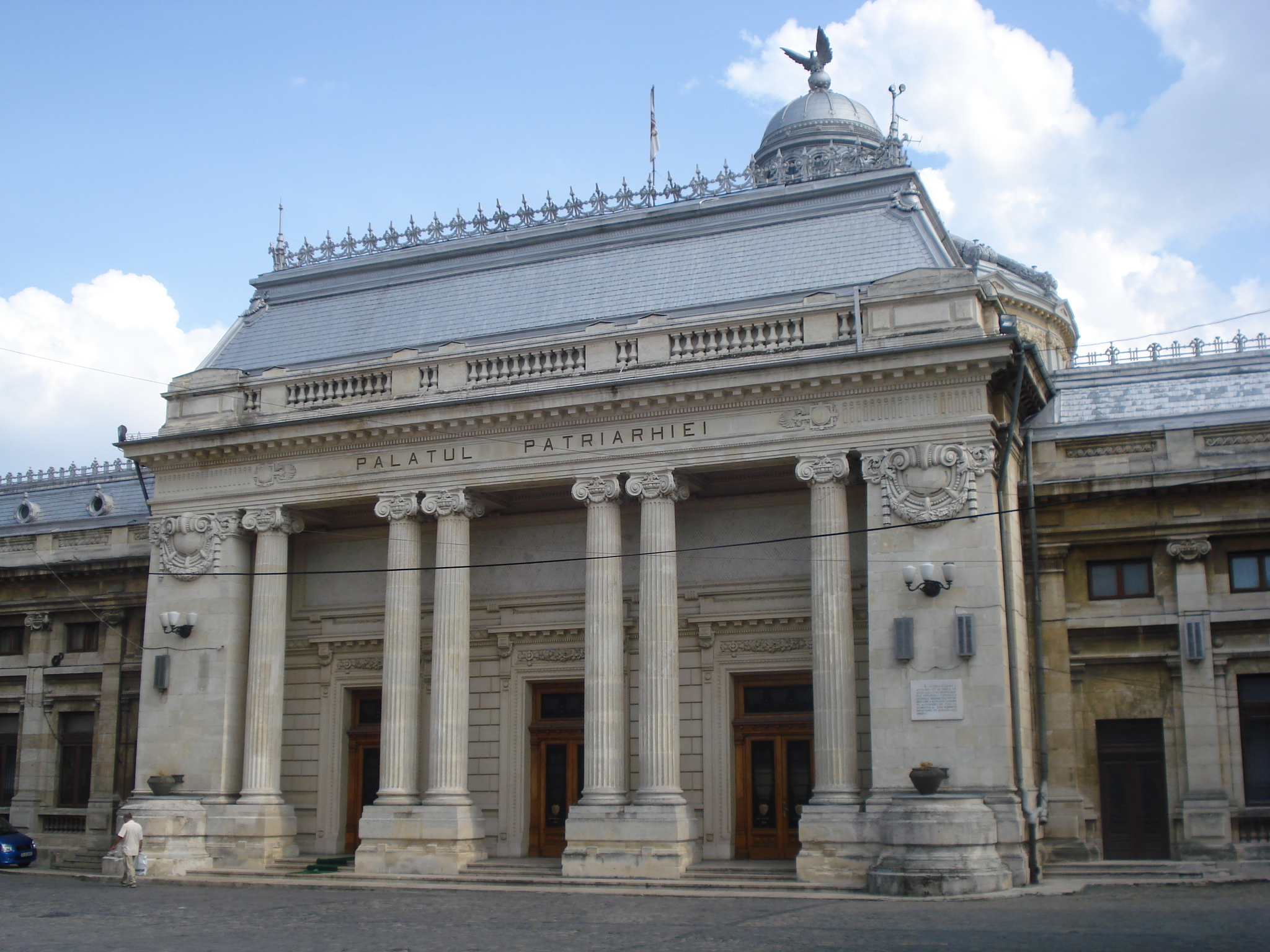
Palatul Camerei Deputaților

### Palatul Camerei Deputaților
Palatul a fost construit în 1907 după planurile arhitectului Dimitrie Maimarolu, pe locul unde era Divanul Domnesc, la rândului fiind construit pe locul unor vechi construcții mănăstirești. Palatul este construit în stil neoclasic, fața acestuia are 80 m, iar în partea centrală a acesteia prezintă un peristil, în componența căruia intră 6 coloane ionice. În interiorul palatului sunt amplaste busturi, în bronz, marmură și picturi, ale marilor figuri politice din istoria României. Palatul conține și o bibliotecă cu peste 11.000 texte ale unor dezbateri parlamentare, monitoare oficiale, etc și peste 7.000 de cărți. 
Clădirea a fost sediul Camerei Deputaților până în anul 1997, an în care sediul camerei Parlamentului a fost mutat alături de Senatul României în Palatul Parlamentului. Începând cu anul 1997 palatul se află în administrarea Patriarhiei Române.

## Statuia lui Alexandru Ioan Cuza

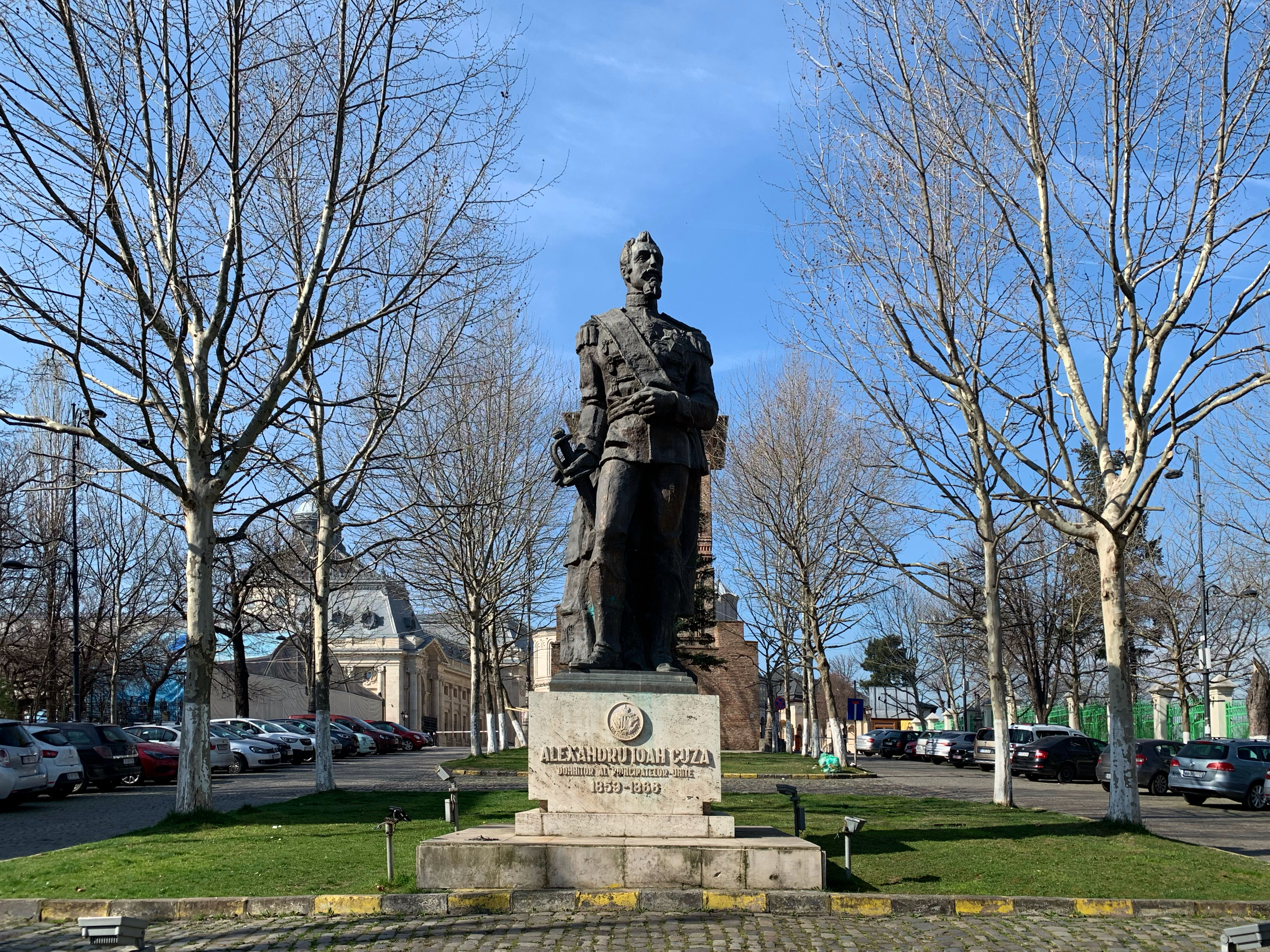
Statuia domnitorului Alexandru Ioan Cuza

Statuia lui Alexandru Ioan Cuza a fost dezvelită în data de 20 martie 2004. Statuia a fost dezvelită de președintele României Ion Iliescu în prezența unor oficilități române, printre care premierul României, Adrian Năstase și Patriarhul Bisericii Ortodoxe Române, Teoctist. Statuia, inaugurată la 184 de ani de la nașterea domnitorului român, a fost sculptată de Paul Vasilescu. Oficialitățile române au privit amplasarea statuii în București ca pe o reparare morală și istorică, întrucât capitala României nu avea nicio statuie a primului domnitor al României moderne. Patriarhul Teoctist a ținut să precizeze că amplasarea statuii în dealul Patriarhiei nu a fost întâmplătoare, aici fiind locul în care Alexandru Ioan Cuza a fost ales domn al României.

## Ceasornicul de soare
Ceasornicul de soare sau Tunul meridian este un monument dispărut din ansamblul de pe Dealul Mitropoliei. Locul în care era amplasat nu este bine cunoscut, dar se știe că se afla în apropierea clopotniței. A fost amplasat pe Dealul Mitropoliei în 1845 și a funcționat până în 1848, fiind distrus de populația nemulțumită a Bucureștiului odată cu arderea Regulamentului Organic.
Ceasul era format dintr-un mecanism destul de simplu, dar ingenios. Pe un soclu de marmură era așezat un cadran solar, un sistem bazat pe lentile și o țeavă de tun. Din construcție lentilele și tunul erau în așa fel așezate încât razele solare să focalize pe lentile, iar energia solară rezultată era pusă în contact cu praful de pușcă al tunului. Bubuitura de tun care urma se auzea în tot Bucureștiul, vestindu-le locuitorilor că este amiază.

## Alte monumente
Casa de la numărul 19 face parte din patrimoniul arhitectural al României.